# Сулайманова, Хадича Сулаймановна
Хадича Сулаймановна Сулайманова (3 июня 1913, Андижан — 26 ноября 1965, Ташкент) — доктор юридических наук, профессор, академик АН УзССР, заслуженный деятель науки Узбекской ССР, министр юстиции УзССР, председатель Верховного Суда УзССР.

## Биография
Родилась в 1913 году в Андижане. В 1935 году окончила правовой факультет Ташкентского института советского строительства и права им. Джахон Абидовой. В 1935—1938 годах — народный судья, член Верховного Суда УзССР.
В сентябре 1938 года Хадича поступает в аспирантуру Московского юридического института на кафедру советского уголовного права, а 20 июля 1945 года, защитив диссертацию на тему: «Уголовное законодательство Узбекской ССР в период военной интервенции и гражданской войны», становится первой женщиной-узбечкой, получившей учёную степень в области юриспруденции.
С сентября 1945 года Х. С. Сулайманова — доцент, заведующая кафедрой уголовного права Ташкентского юридического института.
В 1948—1950 годах Хадича Сулаймановна — докторант Института права Академии наук СССР. В декабре 1950 года она защищает докторскую диссертацию на тему: «Возникновение и развитие советского уголовного права в Узбекистане», а в 1952 году получает звание профессора.
В сентябре 1954 года назначена ректором Ташкентского юридического института, а в декабре того же года Хадиче Сулаймановой присвоено звание «Заслуженного деятеля науки Узбекской ССР». В 1955 году после реорганизации Ташкентского юридического института в юридический факультет Среднеазиатского государственного университета (САГУ) она продолжает работу в качестве декана, оставаясь одновременно заведующей кафедрой уголовного права. В 1956 году Хадича Сулаймановна Сулайманова избрана действительным членом Академии наук.
В 1956—1958 годах академик Сулайманова министр юстиции УзССР, в 1959—1964 годах — председатель юридической комиссии при Совете Министров УзССР, депутат Верховного Совета УзССР; с 1964 года — председатель Верховного Суда УзССР

### Научно-педагогическая деятельность
Академик Хадича Сулаймановна Сулайманова активно занимается и научно — педагогической деятельностью. Совместно с академиком AH УзССР И. M. Муминовым проводит работу по преобразованию отдела философии и права при Президиуме АН УзССР в Институт философии и права AH УзССР (1958), в котором возглавляет отдел права и входящий в него сектор уголовного, гражданского права и процесса.
В своих исследованиях академик Сулайманова уделяет большое внимание развитию уголовного права Узбекистана, повышению роли советов в государственном строительстве и управлении народным хозяйством. Перу Xадичи принадлежит более 80 научных и научно-популярных публикаций, в числе которых такие крупные работы, как «История советского государства и права Узбекистана» в 3-х томах, подготовленная совместно с А. И. Ишановым и другими учёными — юристами Узбекистана, «Правовые вопросы регулирования народного хозяйства Узбекистана», «Советское право Узбекистана в период развернутого строительства коммунизма» и другие. Под руководством академика Хадичи Сулаймановны подготовлен и опубликован первый учебник по уголовному праву на узбекском языке.
Под научным руководством академика Х. С. Сулаймановой подготовлены и защищены 16 диссертаций на соискание учёной степени кандидата наук. Академик Сулайманова выступала официальным оппонентом Ш. З. Уразаева (1962), А. А. Агзамходжаева (1964), К. Д. Тюрина (1965), осуществляла научную консультацию при подготовке к защите докторской диссертации М. Х. Хакимова.
Академик Х. С. Сулайманова участвовала в разработке многих законодательных актов, особо следует отметить подготовку нового «Положения об адвокатуре Узбекской ССР» (1961). В период пребывания на посту министра юстиции и председателя юридической комиссии Хадича внесла свой вклад в разработку и принятие нового закона о судоустройстве, уголовного, уголовно-процессуального, гражданского и гражданско-процессуального кодексов УзССР.
Академику Сулаймановой принадлежит инициатива создания Научно — исследовательского института судебной экспертизы на базе Ташкентской научно — исследовательской криминалистической лаборатории при Министерстве юстиции (1958).

### Участие в международных конгрессах и конференциях
Xадича — являлась вице-президентом секции права Союза обществ дружбы и культурных связей с зарубежными странами и принимала активное участие в работе Советского комитета защиты мира и Комитета советских женщин. Академик Xадича участник III Международного конгресса социологов (Амстердам, 1956), II конгресса ООН (Лондон, 1960), VII Конгресса Международной ассоциации юристов-демократов (МАЮД) (София, 1960), I конференции женщин стран Азии и Африки (Каир, 1961), Международной конференции юристов Азии и Африки (Токио, 1961). Академик Хадича Сулаймановна принимала участие в обмене мнениями на тему «Женщина в современном обществе и пути её освобождения» (Прага, 1962), а в январе 1964 года по приглашению женской организации Цейлона Ланка Махила Самити (ЛМС) совершила поездку по стране в качестве руководителя делегации Советского комитета женщин.
Правительство высоко оценило государственную, научно — педагогическую и общественную деятельность академика Хадичи Сулаймановны Сулаймановой. Она была удостоена почётного звания «Заслуженный деятель науки Узбекской ССР» (1954), награждена двумя орденами «Знак Почёта», медалью «За трудовую доблесть в период Великой Отечественной войны», почётными грамотами Президиума Верховного Совета УзССР.
Скончалась 26 ноября 1965 года после тяжёлой и продолжительной болезни, похоронена на Чигатайском кладбище.
Имя академика Сулаймановой присвоено Научно-исследовательскому институту судебной экспертизы и одной из центральных улиц Ташкента.

## Труды
Книги
- Х. С. Сулайманова. Возникновение и развитие советского уголовного права в Узбекистане. Автореф. дис. ... д-ра юрид. наук. — М., 1950. — 20 с.
- Х. С. Сулайманова. История советского государства и права Узбекистана: 1917-1924 гг. / Отв. ред.: А. Ишанов, Х. Сулайманова. — Ташкент: АН УзССР, 1960. — Т. 1. — 511 с.
- Х. С. Сулайманова. История советского государства и права Узбекистана: 1924-1937 гг. / Отв. ред.: А. Ишанов, Х. Сулайманова. — Ташкент: АН УзССР, 1963. — Т. 2. — 825 с.
- Х. С. Сулайманова. История советского государства и права Узбекистана: 1937-1958 гг. / Отв. ред.: А. Ишанов, Х. Сулайманова. — Ташкент: АН УзССР, 1966. — Т. 3. — 675 с.
- Х. С. Сулайманова. Правовые вопросы регулирования народного хозяйства Узбекистана / Отв. ред.: Х. Рахманкулов, Х. Сулайманова, М. Хакимов. — Ташкент, 1967. — 315 с.
- Х. С. Сулайманова. Собрание сочинений / Отв. ред. М. Хакимов. — Ташкент: Наука, 1967. — Т. 1—3.
- Советское право Узбекистана в период развернутого строительства коммунизма / Отв. ред. Х. Сулайманова. — Ташкент, 1964. — 211 с.
- Х. С. Сулайманова. Создание и развитие советского суда в Туркестанской АССР (1917 - 1924 гг.). — Ташкент: АН УзССР, 1954. — 88 с.

Статьи
- Х. С. Сулайманова. Новый Уголовный кодекс Узбекской ССР. — М.: Известия, 1960. — № 6. — С. 24—27.
- Х. С. Сулайманова. Об основных вопросах кодификации законодательства Узбекской ССР. — Ташкент: АН УзССР, 1959. — С. 11—16.